# واشینگتن (آلاباما)
واشینگتن (به انگلیسی: Washington) یک منطقهٔ مسکونی در ایالات متحده آمریکا است که در شهرستان اوتوگا، آلاباما واقع شده‌است. واشینگتن ۳۶٫۸۸ متر بالاتر از سطح دریا واقع شده‌است.